# ドイツ帝国海軍
ドイツ帝国海軍（ドイツていこくかいぐん）は、ドイツ帝国の海軍組織。ドイツ国内では単に帝国海軍（ドイツ語: Kaiserliche Marine）と称された。

## 主要部隊
- 大洋艦隊（Hochseeflotte）
- 地中海戦隊（ドイツ語版）（Mittelmeerdivision）
- 東洋艦隊（東アジア巡洋艦戦隊、Ostasiengeschwader）
- 北海鎮守府（ドイツ語版）（Marinestation der Nordsee） - 1870年設立。ヴィルヘルムスハーフェン。
- バルト海鎮守府（ドイツ語版）（Marinestation der Ostsee） - 1854年設立。ダンツィヒ→キール。

## 歴史
ドイツは元来、個々の君主国や自由市が割拠しており、統一した国家形態を有さず、国家連合としてのドイツ連邦の形態に留まっていた。しかし産業革命に伴う産業資本家の台頭等を受けてドイツ統一の機運が高まり、ドイツ統一戦争を経て、1871年、ヴィルヘルム1世が推戴されて、ドイツ帝国として統一された。これに伴い、従来の北ドイツ連邦海軍を基に、イギリス海軍に範を取った皇帝直轄の海軍力として設置されたのが帝国海軍であった。1888年に即位したヴィルヘルム2世は「世界政策」と呼ばれる帝国主義的膨張政策を採っており、その推進のため、帝国海軍の拡充を志向することとなった。
ヴィルヘルム2世により見出されたアルフレート・フォン・ティルピッツ少将は、1897年に東洋艦隊司令官から抜擢されて海軍大臣に就任したのち、19年間にわたってその任を果たし、帝国海軍の飛躍的な拡充を達成した。ティルピッツは、アメリカの海軍戦略家であるアルフレッド・セイヤー・マハンから多大なる影響を受け、北海における英国海軍との決戦を想定した、いわゆるティルピッツ計画のもと、艦隊法の制定など、有力な海軍力を整備した。この結果、「大洋艦隊」と呼ばれた艦隊の規模は日本やアメリカを優にしのぎ、世界第2位の海軍としてイギリスと弩級戦艦や巡洋戦艦（ドイツ名では大巡洋艦）を中心に、激しい建艦競争を繰り広げていた。
第一次世界大戦開戦当時、帝国海軍は前弩級戦艦22隻、弩級戦艦19隻、巡洋戦艦7隻を有していたが、帝国海軍は英国本国艦隊の戦力を警戒し、戦術的勝利を達成したユトランド沖海戦を除いて、積極的に艦隊決戦を試みることはなく、大洋艦隊は現存艦隊主義のもと、おおむねドックに引きこもっていた。むしろ潜水艦による通商破壊活動を展開し、Uボートによる無制限潜水艦作戦を実施していった。しかしドイツ帝国海軍の方針は、イギリス艦隊の主力艦隊との衝突はできるだけ避ける方針だったため、第一次世界大戦ではユトランド沖海戦とUボートによる通商破壊作戦以外にはあまり、大きい活躍は見られない。
敗戦が決定的となった1918年10月、大洋艦隊司令官ラインハルト・シェア提督は、艦隊に対し、イギリス本国艦隊に突撃するよう命じた。しかしこれは自殺的な無謀な作戦であったため、10月29日、出動を命じられたヴィルヘルムスハーフェン在泊の艦隊で水兵約1,000名が命令を拒絶、サボタージュを行なった。この水兵たちは逮捕されてキールに移送されたものの、彼らの釈放を求めた市民・水兵たちと官憲との衝突から反乱蜂起に発展し、ドイツ革命の端緒となった。11月11日に締結された休戦協定に基づき、大洋艦隊の残存戦力はスカパ・フローに抑留されたが、1919年6月21日、その大部分が自沈した。
なお、ドイツ帝国海軍所属下の船舶、巡洋艦、駆逐艦、正規空母、水上機母艦、練習艦、戦艦、航空戦艦、運送艦は、すべてSMS（Seiner Majestät Schiff, 皇帝陛下の艦艇）の艦船接頭辞を付与されていた。

## 制服

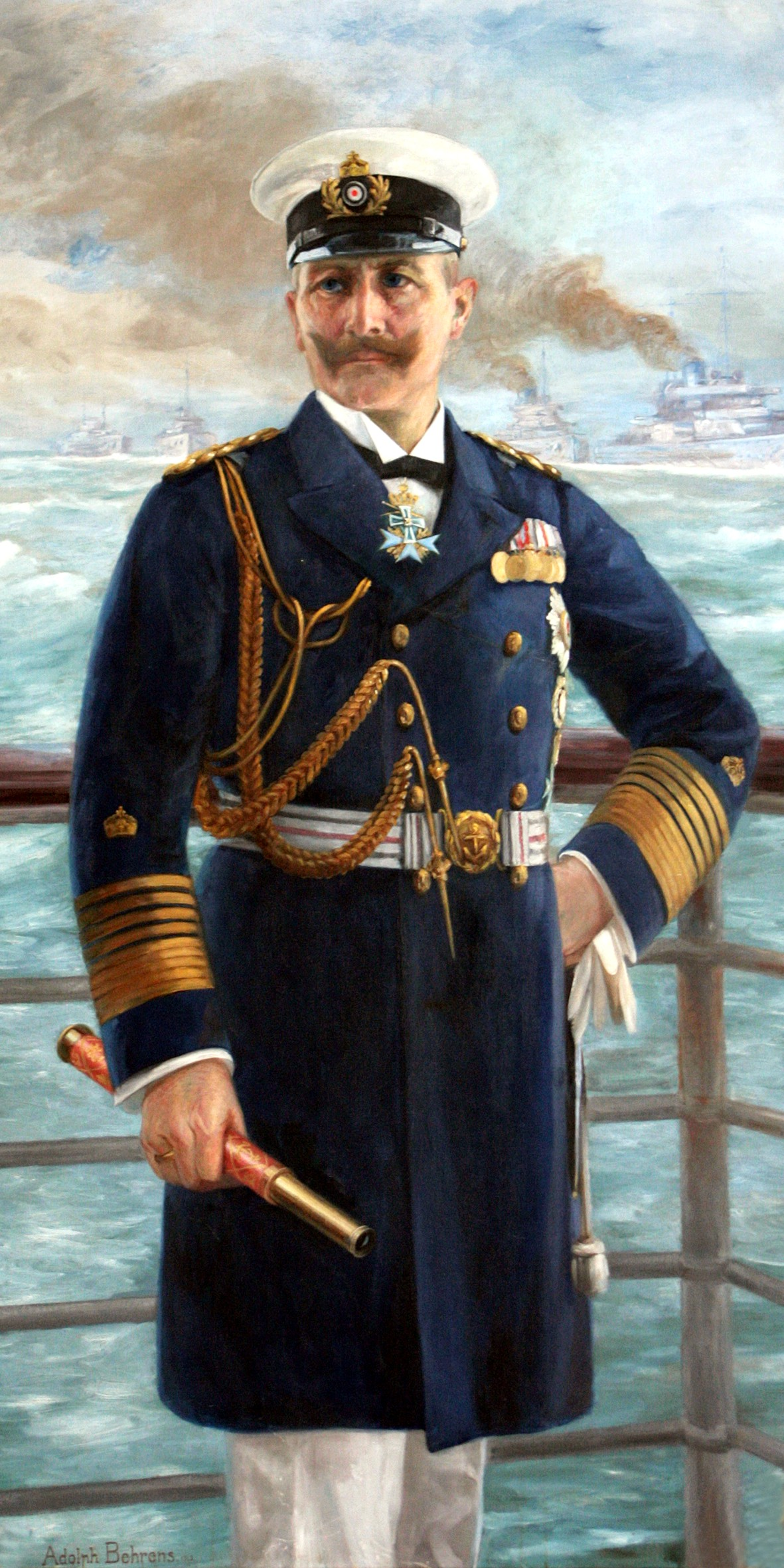
海軍元帥服を着用したヴィルヘルム2世（Adolph Behrens絵、1913年）

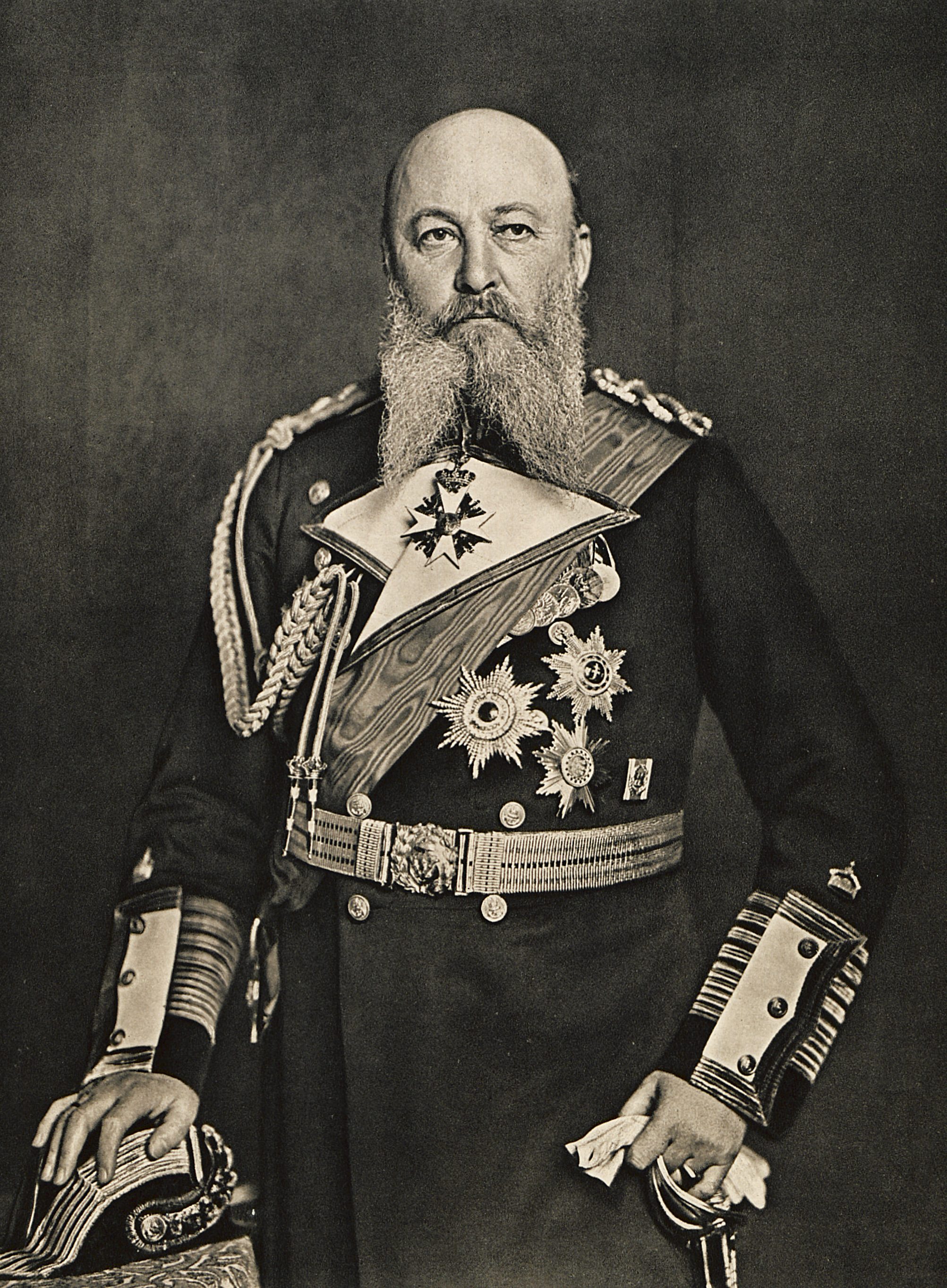
海軍将官礼装を着用したアルフレート・フォン・ティルピッツ（1916年）

帝国海軍の服制は原則としてイギリス海軍の軍服を模範とした。